# Orthocosa
Orthocosa es un género de arañas araneomorfas de la familia Lycosidae. Se encuentra en Norte de África, Asia, Australia y Sudamérica.

## Lista de especies
Según The World Spider Catalog 12.0:
- Orthocosa ambigua (Denis, 1947)
- Orthocosa orophila (Thorell, 1887)
- Orthocosa semicincta (L. Koch, 1877)
- Orthocosa sternomaculata (Mello-Leitão, 1943)
- Orthocosa tokunagai (Saito, 1936)